# Kirriluoto (ö i Södra Savolax)
Kirriluoto är en ö i Finland. Den ligger i sjön Synsiä och i kommunen Kangasniemi i den ekonomiska regionen  S:t Michel och landskapet Södra Savolax, i den södra delen av landet, 220 km norr om huvudstaden Helsingfors. Öns största längd är 20 meter i nord-sydlig riktning.